# Portimão (gemeente)

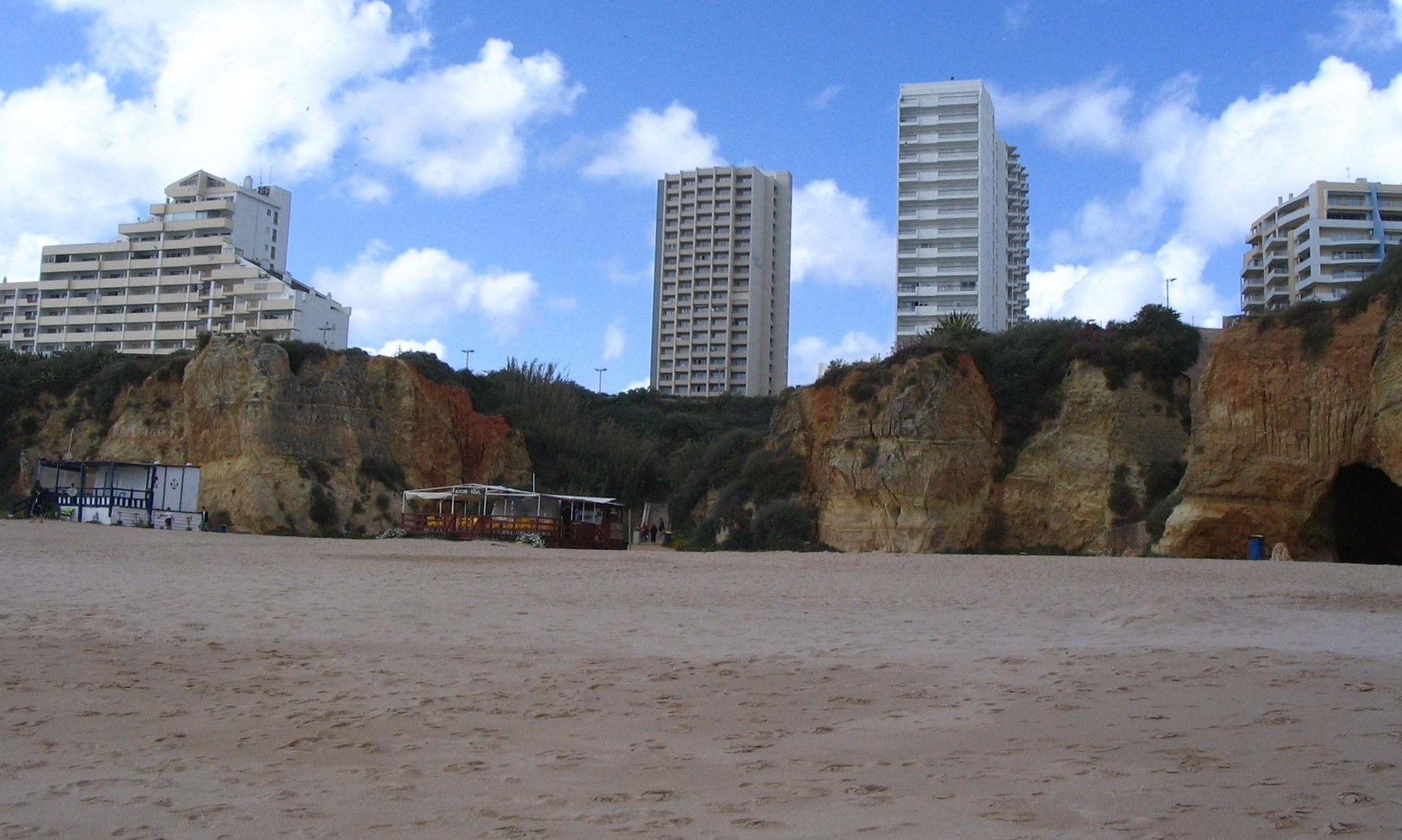
Strand van Tres Castelos

Portimão is een gemeente in het Portugese district Faro.
De gemeente heeft een totale oppervlakte van 182 km² en telde 44.818 inwoners in 2001. Het Formule 1-circuit van de Algarve bevindt zich in Portimão: Autódromo Internacional do Algarve. 

De drie parochies van de gemeente Portimao: Alvor, Mexilhoeira Grande en Portimao zelf.

## Plaatsen in de gemeente
Portimão bestaat uit 3 freguesias of parochies:
- Alvor (4.977 inwoners, 2001)
- Mexilhoeira Grande (3.598 inwoners, 2001)
- Portimão (36.243 inwoners, 2001), met geschiedenis van Portimão zelf

## Geboren
- João Simões (6 januari 2007), voetballer